# Grupa etnograficzna

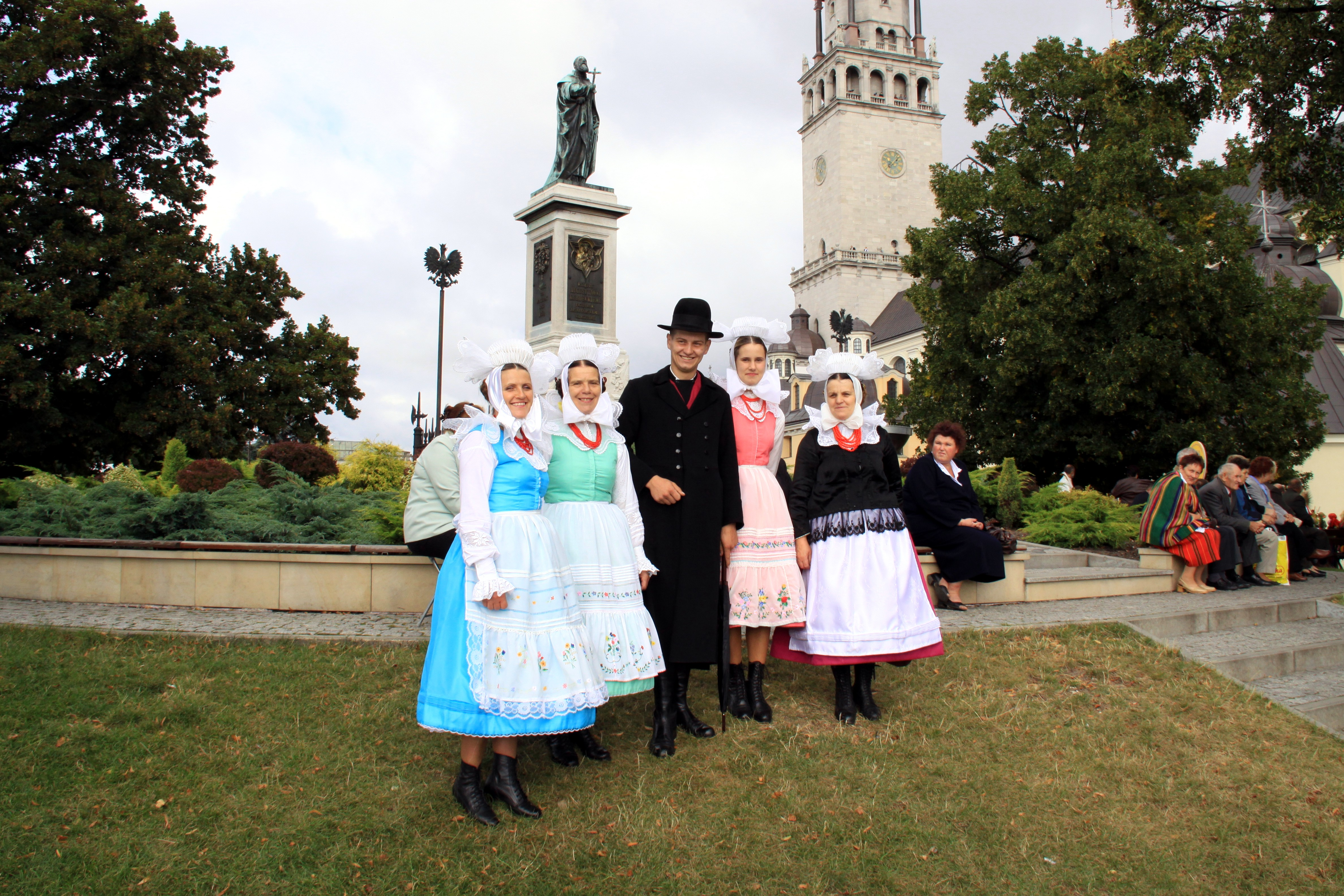
Biskupianie z Krobi w strojach ludowych, Wielkopolska

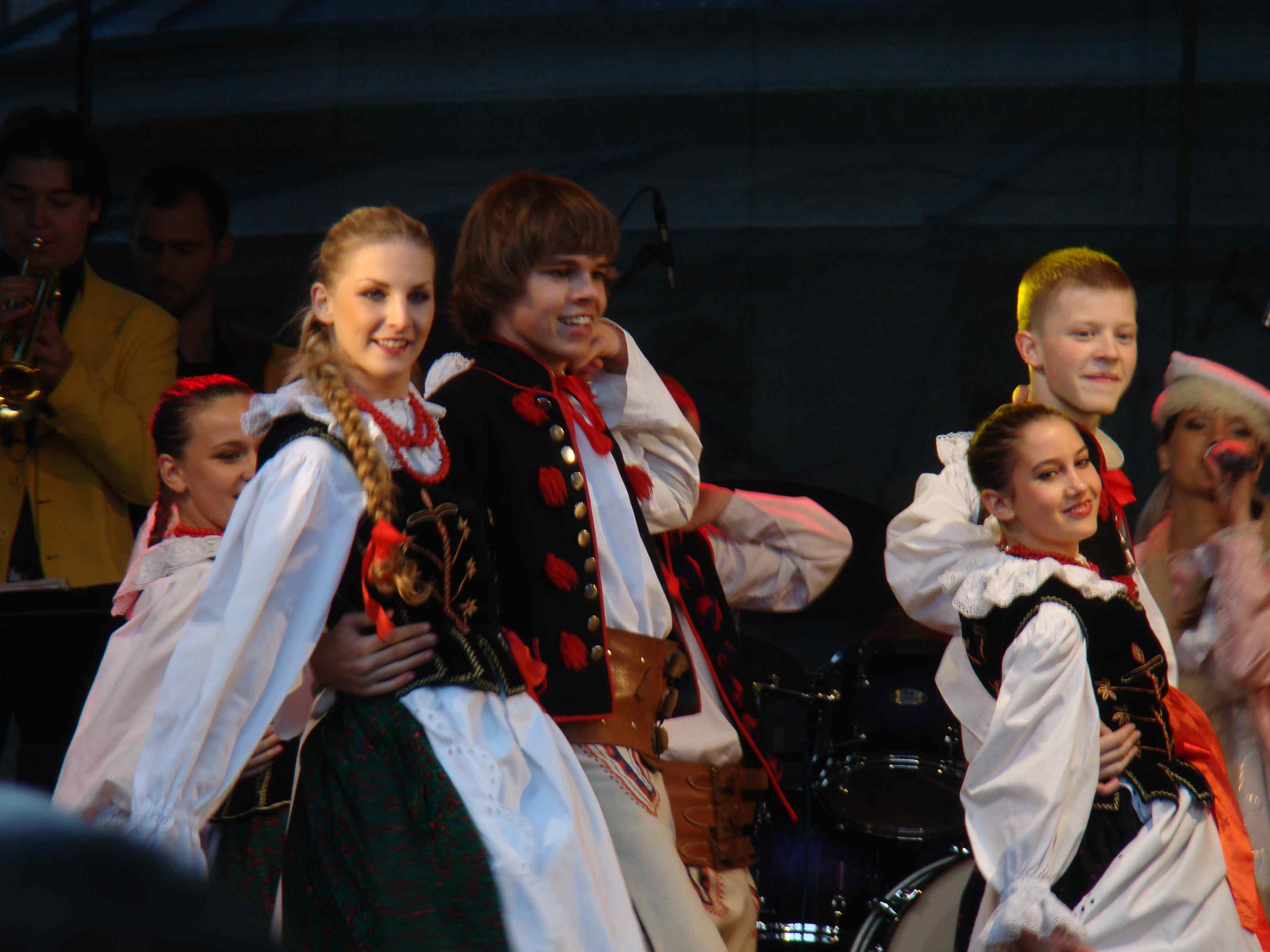
Górale żywieccy w strojach ludowych, Żywiecczyzna

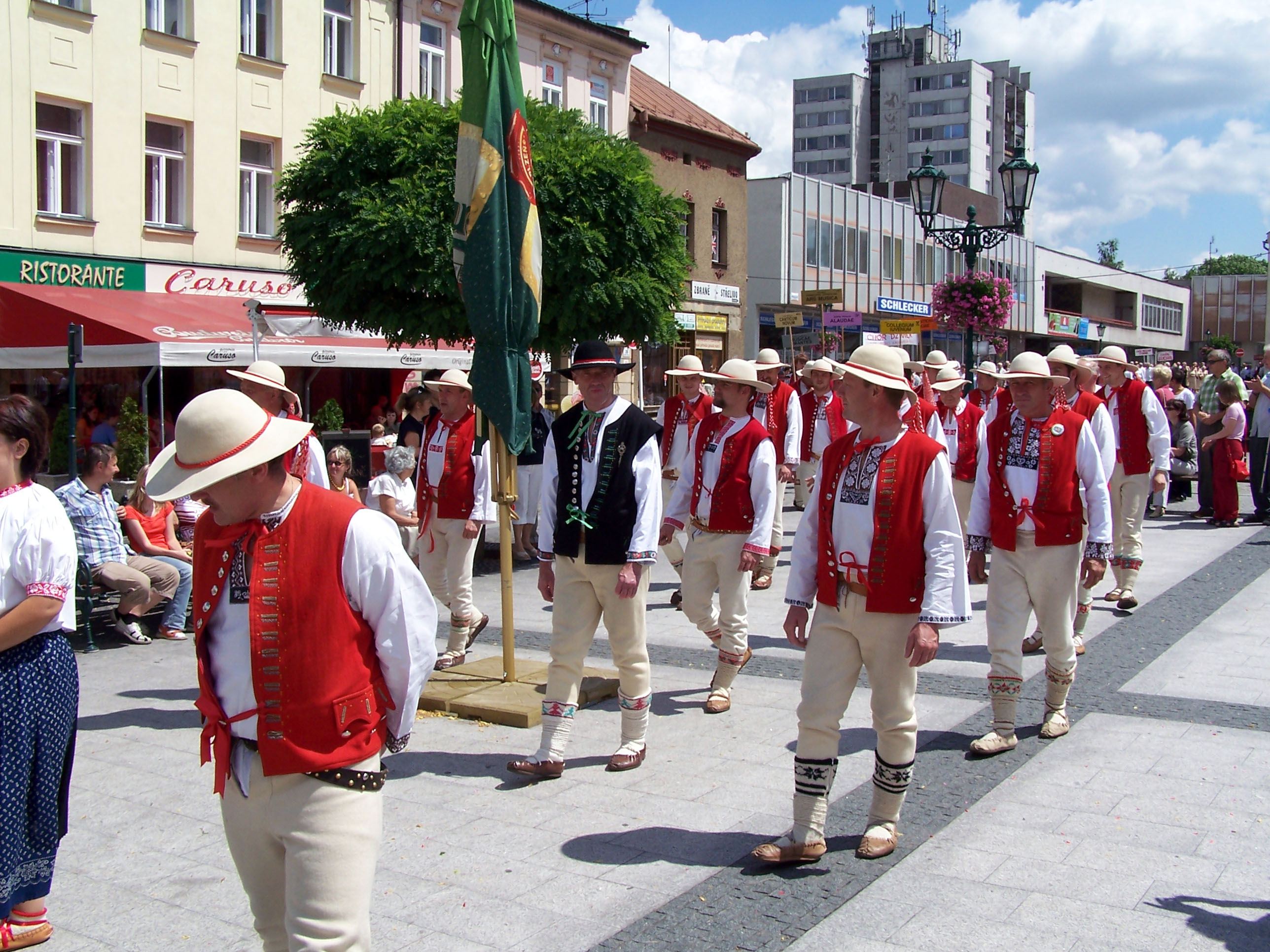
Polscy Górale jabłonkowscy, Czechy

Grupa etnograficzna – grupa ludzi zamieszkujących określony obszar geograficzny, którzy wyróżniają się spośród okolicznej ludności swoistymi cechami kulturowymi i mają świadomość przynależności do swojej grupy poprzez odczuwaną odrębność kulturową. Utrzymują przy tym związek z większą grupą etniczną. 
Przywołane cechy kulturowe powodujące powstanie świadomości więzi społecznej to między innymi: etnogeneza, język, obszar zasiedlenia i gospodarka, tożsamość kulturowa i świadomość narodowa, wspólnota historyczna, wspólnota wyznaniowa, siła więzi społecznych. 
Koncepcja grupy etnograficznej jest rzadko spotykana na gruncie zachodnim. Pojęcie to związane jest przede wszystkim z badaniami prowadzonymi przez etnografów z krajów bloku wschodniego. 
Etnografowie wydzielają grupy etnograficzne na podstawie umownych i najczęściej subiektywnych kryteriów. Pojęcia tego nie należy utożsamiać z pojęciem grupy etnicznej.

## Grupy etnograficzne w Polsce
W Polsce wprowadzono podział regionalny pomiędzy większe zespoły grup etnograficznych, zwane także pierwotnymi lub zasadniczymi grupami etnograficznymi. Wśród nich są Łęczycanie i Sieradzanie, Małopolanie, Mazowszanie, Mazurzy i Warmiacy, Pomorzanie, Ślązacy, Kaszubi, Wielkopolanie i grupy kresowe. W podziałach wyróżnia się także starą grupę Kujawiaków, która wywodzi się od Wielkopolan, ale ma wpływy kultury mazowieckiej. Istnieją także małe grupy pośrednie, mające wpływy dwóch różnych grup zasadniczych, np. Mazurzy wieleńscy, Hazacy.

## Etnografowie opisujący grupy
- Stanisław Vincenz
- Jan Stanisław Bystroń
- Roman Reinfuss
- Urszula Janicka-Krzywda